# Lormaison
Lormaison est une commune française située dans le département de l'Oise en région Hauts-de-France 

## Géographie

### Localisation
Lormaison est un bourg périurbain picard du Pays de Thelle situé à vol d'oiseau à 47 km au nord-ouest de Paris, 23 km au nord de Pontoise, 24 km à l'est de Gisors, 20 km au sud de Beauvais et 8 km au sud-ouest de Sainte-Geneviève.
La commune se trouve dans l'aire d'attraction de Paris, dans la zone d'emploi de Beauvais et dans le bassin de vie de Méru.

### Communes limitrophes
Les communes limitrophes sont  Corbeil-Cerf, Méru et Saint-Crépin-Ibouvillers.
|                          | Corbeil-Cerf |      |
| Saint-Crépin-Ibouvillers | Lormaison    | Méru |
| Villeneuve-les-Sablons   | Méru         | Méru |

### Géologie et relief
La superficie de la commune est de 4,98 km2 ; son altitude varie de 102  à   153 mètres.
En 1837, Louis Graves indiquait que le territoire de Lormaison « affecte une figure rectangulaire , occupée vers le centre par le chef-lieu qui comprend trois grandes rues et un groupe d'habitations détachées vers le midi. Il ri'y a ni eau courante, ni bois, ni mouvement de terrain dans l'étendue de la commune ».

### Hydrographie

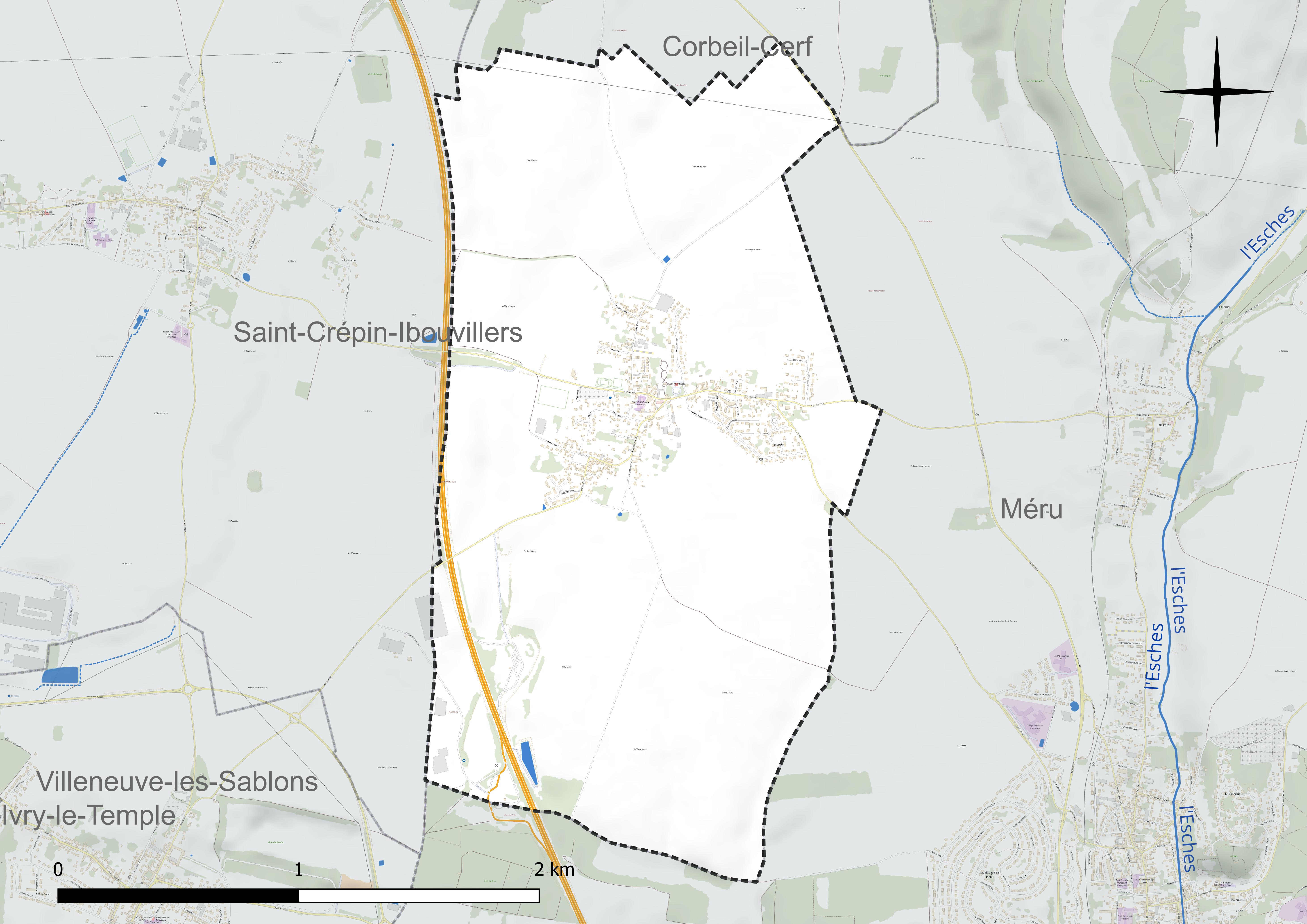
Réseau hydrographique de Lormaison.

La commune est située dans le bassin Seine-Normandie.
Elle n'est drainée par aucun cours d'eau,.

### Climat
Pour des articles plus généraux, voir Climat des Hauts-de-France et Climat de l'Oise.
En 2010, le climat de la commune est de type climat océanique dégradé des plaines du Centre et du Nord, selon une étude du CNRS s'appuyant sur une série de données couvrant la période 1971-2000. En 2020, Météo-France publie une typologie des climats de la France métropolitaine dans laquelle la commune est exposée à un climat océanique et est dans la région climatique Sud-ouest du bassin Parisien, caractérisée par une faible pluviométrie, notamment au printemps (120 à 150 mm) et un hiver froid (3,5 °C).
Pour la période 1971-2000, la température annuelle moyenne est de 10,6 °C, avec une amplitude thermique annuelle de 14,5 °C. Le cumul annuel moyen de précipitations est de 670 mm, avec 11,9 jours de précipitations en janvier et 7,8 jours en juillet. Pour la période 1991-2020, la température moyenne annuelle observée sur la station météorologique la plus proche, située sur la commune de Jaméricourt à 17 km à vol d'oiseau, est de 11,0 °C et le cumul annuel moyen de précipitations est de 695,7 mm,. Pour l'avenir, les paramètres climatiques de la commune estimés pour 2050 selon différents scénarios d'émission de gaz à effet de serre sont consultables sur un site dédié publié par Météo-France en novembre 2022.

## Urbanisme

### Typologie
Au 1er janvier 2024, Lormaison est catégorisée bourg rural, selon la nouvelle grille communale de densité à sept niveaux définie par l'Insee en 2022.
Elle est située hors unité urbaine. Par ailleurs la commune fait partie de l'aire d'attraction de Paris, dont elle est une commune de la couronne,.

### Occupation des sols

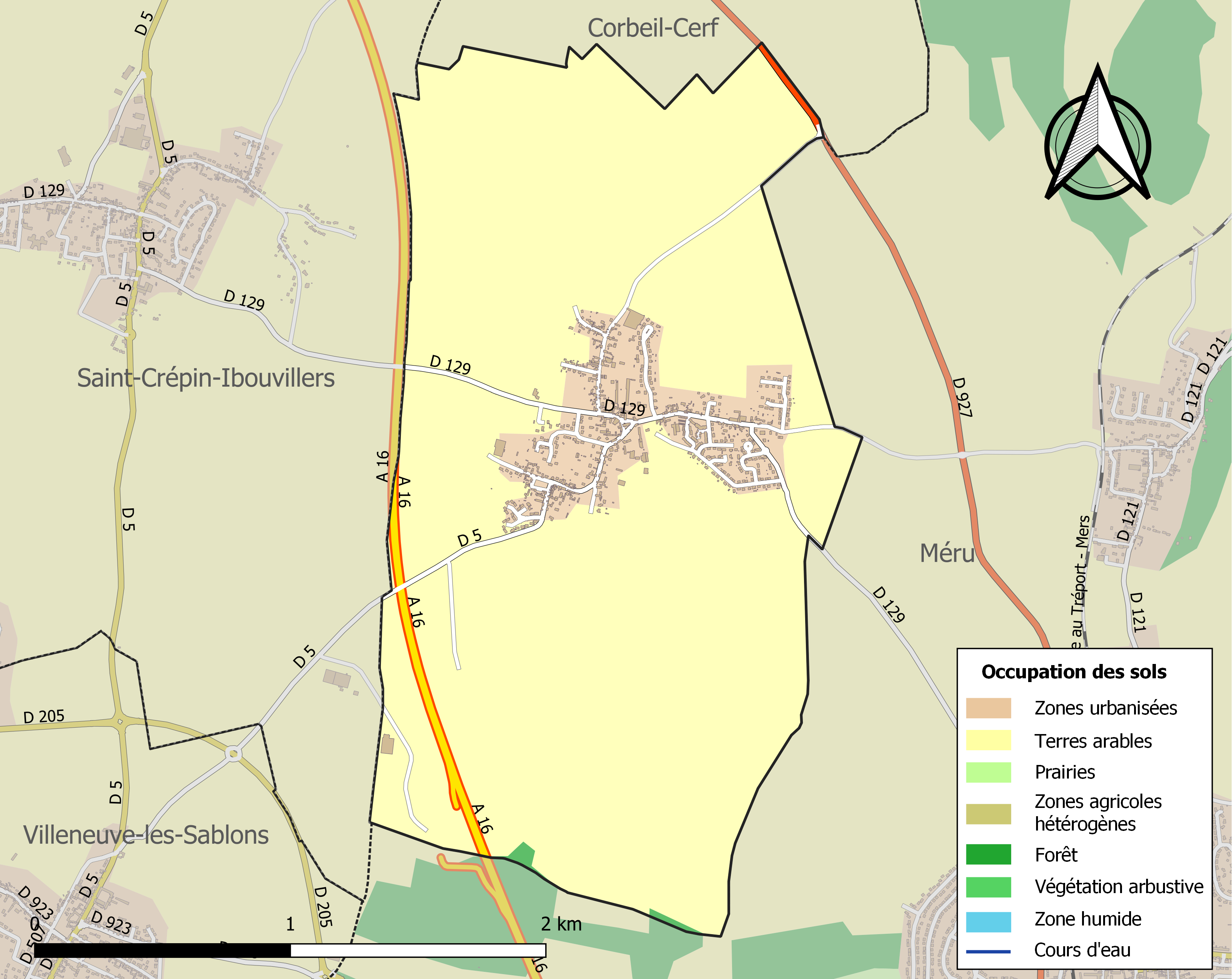
Carte des infrastructures et de l'occupation des sols de la commune en 2018 (CLC).

L'occupation des sols de la commune, telle qu'elle ressort de la base de données européenne d'occupation biophysique des sols Corine Land Cover (CLC), est marquée par l'importance des territoires agricoles (90,2 % en 2018), une proportion sensiblement équivalente à celle de 1990 (90,9 %).
La répartition détaillée en 2018 est la suivante : 
terres arables (90,2 %), zones urbanisées (9,7 %), forêts (0,2 %).
L'évolution de l'occupation des sols de la commune et de ses infrastructures peut être observée sur les différentes représentations cartographiques du territoire : la carte de Cassini (XVIIIe siècle), la carte d'état-major (1820-1866) et les cartes ou photos aériennes de l'IGN pour la période actuelle (1950 à aujourd'hui).

### Habitat et logement
En 2021, le nombre total de logements dans la commune était de 522, alors qu'il était de 520 en 2016 et de 491 en 2011.
Parmi ces logements, 96 % étaient des résidences principales, 1,2 % des résidences secondaires et 2,9 % des logements vacants. Ces logements étaient pour 91,9 % d'entre eux des maisons individuelles et pour 7,9 % des appartements.
Le tableau ci-dessous présente la typologie des logements à Lormaison en 2021 en comparaison avec celle de l'Oise et de la France entière. Une caractéristique marquante du parc de logements est ainsi la faible proportion des résidences secondaires et logements occasionnels (1,2 %) par rapport au département (2,4 %) et à la France entière (9,7 %).
| Typologie                                               | Lormaison | Oise | France entière |
| ------------------------------------------------------- | --------- | ---- | -------------- |
| Résidences principales (en %)                           | 96        | 90,5 | 82,2           |
| Résidences secondaires et logements occasionnels (en %) | 1,2       | 2,4  | 9,7            |
| Logements vacants (en %)                                | 2,9       | 7    | 8,1            |

### Voies de communication et transports
Le territoire communal est tangenté à l'ouest par le tracé de l'autoroute A16, dont la sortie la plus proche est celle de Méru. A l'est passe l'ancienne route nationale 327 (actuelle RD 927) qui relie la commune à Beauvais.
Le bourg est desservi par la RD 129 qui le relie à Méru et à Saint-Germer-de-Fly.
La commune est desservie, en 2023, par la ligne E du réseau Sablons Bus et par les lignes 6112, 6121, 6131, 6132, 6138 et 6144 du réseau interurbain de l'Oise.

## Toponymie
Le nom de la localité est attesté sous les formes Hugo de Lupi domibus (vers 1100) ; Lormesons (1165) ; Anculfus de Lormaisons (1165) ; Guillelmus de leumeisons (vers 1200) ; Willelmus de lormesons (1210) ; de lor mesons (1210) ; Galterus de leu meisons (vers 1200) ; Guillerm de Leurmaisons (1238) ; Petrum de Loesmesons (1239) ; Loumeseus (1245) ; Balduini de Lormesons (1246) ; Petrus de Lormesons (1246) ; Hugo de Lupidomibus (1248) ; de Lupi domibus (1255) ; Lupi domus (1256) ; de Lupidibus (1265) ; Adam de Leumesons (1275) ; Stephano de Lourmessons (1283) ; Leurmesons (1296) ; Leumeisons (XIIIe) ; Leumaisons (XIIIe) ; Laumesons (XIIIe) ; Leur mesons (1300) ; Perrenelle de leur mesons (1331) ; Estienot de leurs maisons (1376) ; Leurmaison (1390) ; Étienne de leursmaisons (1394) ; Lourmaisons (1405) ; Leur mesouz (1405) ; Leurs maisons (1410) ; Leumai(sons) (1417) ; de domibus illomen (1470) ; Leurmaysons (1496) ; Lès nos maisons (1631) ; L'Ormaison (1667) ; Lorsmaisons (XVIIe) ; Leurmaisons (XVIIe) ; Lormaison (1840).
Composé du latin mansionnes et du picard leu pour « (la) maison de loup », loup pouvant-être un nom de personne, ou un surnom. Lupidomus en latin, dont la forme Leumaison, fut comprise « Leur Maison », d'où Lormaison, qui n'a plus aucun sens,.

## Histoire

### Temps modernes
Durant les Guerres de Religion, l'ancien château-fort, occupé par les Ligueurs opposés au Protestantisme, est détruit en 1594 par François de La Noue, capitaine huguenot d’Henri IV.

### Époque contemporaine
La commune se trouve dans le Pays de la nacre, centré autour de Méru, où de nombreuses entreprises transformaient des coquilles de coquillage en objets de tabletterie et en boutons.
En 1839, la commune dispose d'une école, alors récente, et d'une place garnie de plantations. La population « fabrique des blondes[C'est-à-dire ?], de la tabletterie et une grande quantité de galoches, genre de travail propre à cette localité ».
En 1903, Ernest Tabary achète à Lormaison une ferme afin d'y installer une usine de boutons de nacre dans un bâtiment préexistant. L'atelier de fabrication est initialement animé par une machine à vapeur, puis en 1932 par un moteur à gaz pauvre, et, vers 1950, par des moteurs électriques. L'entreprise emploie en 1914 40 ouvriers et, vers 1950, 105 ouvriers dont 70 en atelier.

#### Première Guerre mondiale
Un terrain d'aviation de la première Guerre mondiale était situé à Lormaison. Il est utilisé en 1918 par les escadrilles 29, 68, 123, 129, 159, 161, 162 et 218.

#### Seconde Guerre mondiale
Dans la nuit du 31 mai 1944 au 1er juin 1944, l'avion Avro Lancaster LM121 LS-C Sqn 15 RAF, parti de Mildenhall pour bombarder des ateliers ferroviaires vers Trappes, est  abattu par un chasseur de nuit piloté par Hptm Fritz Sothe dans la commune de Lormaison. Sept soldats meurent  cette nuit-là, :  
- P/O P.C.L Dombrain RAAF
- Sgt L.T.Gearing
- F/S A.S.Long RAAF
- F/S L.S.Jamieson RNZAF
- Sgt R.G.Norris
- F/S S.S.Nystrom RAAF
- F/S F.B.Reid RAAF[22].

## Politique et administration

### Rattachements administratifs
La commune se trouve  dans l'arrondissement de Beauvais du département de l'Oise.
Elle fait partie depuis 1793 du canton de Méru. Dans le cadre du redécoupage cantonal de 2014 en France, cette circonscription administrative territoriale a disparu, et le canton n'est plus qu'une circonscription électorale.

### Rattachements électoraux
Pour les élections départementales, la commune fait partie depuis 2014 d'un nouveau canton de Méru, réduit de 20 à 16 communes.
Pour l'élection des députés, elle fait partie  depuis 1988 de la troisième circonscription de l'Oise.

### Intercommunalité
La commune fait partie de la communauté de communes des Sablons, un établissement public de coopération intercommunale (EPCI) à fiscalité propre créé en 2000 et auquel la commune avait transféré un certain nombre de ses compétences, dans les conditions déterminées par le code général des collectivités territoriales.

### Liste des maires
| Période                                  | Période                        | Identité          | Étiquette | Qualité                           |
| ---------------------------------------- | ------------------------------ | ----------------- | --------- | --------------------------------- |
| Les données manquantes sont à compléter. |                                |                   |           |                                   |
| mars 1983                                | 2001,                          | Guy Dugendre      |           | Cadre Aéroports de Paris retraité |
| mars 2001                                | mai 2020                       | Jean-Pierre Lagny |           | Cadre bancaire retraité           |
|                                          | En cours (au 30 novembre 2023) | Philippe Frémont  |           | Juriste fiscaliste                |

### Jumelage
Dans les premières années, la commune jumelée n'était pas Wabern (Schwalm-Eder ; au sud de Kassel) avec ses 3 000 habitants, mais Uttershausen qui en est aujourd'hui une partie. En 1966, Uttershausen et Lormaison avaient à peu près le même nombre d'habitants sur une superficie pareille. Ceux d'Uttershausen étaient même un peu plus nombreux que les Lormaisonnais (650 contre 500).

## Équipements et services publics

### Enseignement
Le groupe scolaire de Lormaison accueille les enfants d'âge primaire et maternel, et est doté d'un service de restauration scolaire.

### Justice, sécurité, secours et défense
La police municipale de Méru est mise à disposition des communes voisines, dont Lormaison, depuis 2021.
.

## Population et société

### Démographie

#### Évolution démographique
L'évolution du nombre d'habitants est connue à travers les recensements de la population effectués dans la commune depuis 1793. Pour les communes de moins de 10 000 habitants, une enquête de recensement portant sur toute la population est réalisée tous les cinq ans, les populations de référence des années intermédiaires étant quant à elles estimées par interpolation ou extrapolation. Pour la commune, le premier recensement exhaustif entrant dans le cadre du nouveau dispositif a été réalisé en 2008.

En 2022, la commune comptait 1 282 habitants, en évolution de −1,46 % par rapport à 2016 (Oise : +0,87 %, France hors Mayotte : +2,11 %).
| 1793 | 1800 | 1806 | 1821 | 1831 | 1836 | 1841 | 1846 | 1851 |
| ---- | ---- | ---- | ---- | ---- | ---- | ---- | ---- | ---- |
| 361  | 385  | 377  | 336  | 341  | 365  | 379  | 378  | 365  |

| 1856 | 1861 | 1866 | 1872 | 1876 | 1881 | 1886 | 1891 | 1896 |
| ---- | ---- | ---- | ---- | ---- | ---- | ---- | ---- | ---- |
| 345  | 363  | 347  | 315  | 304  | 338  | 348  | 393  | 422  |

| 1901 | 1906 | 1911 | 1921 | 1926 | 1931 | 1936 | 1946 | 1954 |
| ---- | ---- | ---- | ---- | ---- | ---- | ---- | ---- | ---- |
| 471  | 615  | 688  | 533  | 584  | 501  | 468  | 460  | 476  |

| 1962 | 1968 | 1975 | 1982 | 1990  | 1999  | 2006  | 2008  | 2013  |
| ---- | ---- | ---- | ---- | ----- | ----- | ----- | ----- | ----- |
| 488  | 567  | 639  | 958  | 1 167 | 1 371 | 1 328 | 1 318 | 1 280 |

| 2018  | 2022  | - | - | - | - | - | - | - |
| ----- | ----- | - | - | - | - | - | - | - |
| 1 310 | 1 282 | - | - | - | - | - | - | - |

#### Pyramide des âges
La population de la commune est relativement jeune.
En 2018, le taux de personnes d'un âge inférieur à 30 ans s'élève à 36,3 %, soit en dessous de la moyenne départementale (37,3 %). À l'inverse, le taux de personnes d'âge supérieur à 60 ans est de 20,1 % la même année, alors qu'il est de 22,8 % au niveau départemental.
En 2018, la commune comptait 653 hommes pour 657 femmes, soit un taux de 50,15 % de femmes, légèrement inférieur au taux départemental (51,11 %).
Les pyramides des âges de la commune et du département s'établissent comme suit.
| Hommes | Classe d’âge | Femmes |
| ------ | ------------ | ------ |
| 0,2    | 90 ou +      | 0,5    |
| 3,2    | 75-89 ans    | 4,1    |
| 15,2   | 60-74 ans    | 17,0   |
| 23,3   | 45-59 ans    | 23,4   |
| 20,2   | 30-44 ans    | 20,4   |
| 17,0   | 15-29 ans    | 15,4   |
| 21,0   | 0-14 ans     | 19,2   |

| Hommes | Classe d’âge | Femmes |
| ------ | ------------ | ------ |
| 0,5    | 90 ou +      | 1,4    |
| 5,5    | 75-89 ans    | 7,6    |
| 15,6   | 60-74 ans    | 16,3   |
| 20,8   | 45-59 ans    | 20     |
| 19,4   | 30-44 ans    | 19,4   |
| 17,6   | 15-29 ans    | 16,2   |
| 20,6   | 0-14 ans     | 19,1   |

### Sports et loisirs
Le Racing Club Lormaison est le club de football de la commune.

## Économie
En 1997, Tabary et Cie, successeur de la boutonnerie Tabary créée en 1903, est l'une des dernières usines de boutons de la région et emploie en 1998 14 ouvriers.
La zone d'activité  de la Reine-blanche, aménagée par l'intercommunalité, se trouve sur les communes de  Saint-Crépin-Ibouvillers et de Lormaison,.

## Culture locale et patrimoine

### Lieux et monuments
- L'église Sainte-Marguerite, constituée d'une nef unique, d'une travée sous clocher et d'un chœur formé d’une travée droite et d’une abside à trois pans, éclairé par  cinq grandes fenêtres à réseau flamboyant, la travée et le chœur datant du milieu du XVIe siècle. La nef, dotée d'une charpente en carène surbaissée, est légèrement plus récente. La tourelle d’escalier permettant d’accéder au clocher porte la date de 1777, qui est sans doute la date de la reconstruction  du clocher.
Le mobilier de l'église comprend un intéressant lutrin, une Vierge à l'Enfant et des boiseries de chœur du XVIIIe siècle[38]

- Château du XIXe siècle, actuelle mairie.
- Deux colombiers.
- Logement patronal de la boutonnerie Tabary[17].

### Personnalités liées à la commune
- Lucien David (1730-1806), curé de Lormaison, député du clergé aux États généraux de 1789 pour le bailliage de Beauvais[39].

### Héraldique
| Blason de Lormaison | Blason  | D'azur au chevron d'or chargé des trois gerbes de blé de sable, accompagné en chef de deux châteaux d'argent ouverts du troisième et en pointe d'un loup aussi d'argent et au chef cousu de gueules chargé de trois coquilles du dernier. DeviseFais ce que tu dois |
| Blason de Lormaison | Détails | Le blason traduit trois périodes historiques importantes de la commune au cours des siècles passés à savoir : - en pointe : la période gallo-romaine ou le village nommé lupidomus était une clairière située sur une butte très boisée à proximité d'une voie romaine, l'une des liaisons que César emprunta surement d'Osny/Pontoise (95) pour livrer bataille aux Bellovaques (habitants de Beauvais) ; cette voie romaine appelée aujourd'hui "Chemin de la Reine Blanche". - en chef : la période de 1915/1917, grandes grèves des boutonniers de Méru (à cette époque capitale du travail de la nacre: éventails, dominos, bijoux, boutons, etc.) et des villages environnants dont Lormaison. Le maire de l'époque, M. Troisœufs (représenté sur le blason par trois coquilles de nacre sur couleur sang), fait réprimer par la force les contestataires se rendant à Méru au meeting organisé par Jean-Baptiste Platel et Marie-la-Rouge ; - la commune est située aux environs du trajet emprunté par les templiers (Gisors/Chambly) pour escorter et protéger les pèlerins partants pour Saint-Jacques de Compostelle. Les deux châteaux sont symbolisés par les châteaux de Castille pour rappeler que les Espagnols étaient présents en Flandre et apportaient leur soutien aux évêques de Beauvais. Le château de Lormaison est rasé en 1569 par La Noue au service d'Henri IV ; les ligueurs du duc de Guise étant réunis en ses murs (le château fut incendié et démoli jusqu'à la dernière pierre), l'autre château, devenu mairie actuellement, est l'ancienne demeure d'un négociant en cotonnades des années 1800. Ce blason a été réalisé et déposé par le maire Guy Dugendre (maire de 1983 à 2001) et accepté par l'association « Maintenance héraldique de France » "au registre de picardie" (brevet délivré le 16 avril 1988). Le statut officiel du blason reste à déterminer. |